# Брайтон (Ньюфаундленд і Лабрадор)
Брайтон (англ. Brighton) — містечко в Канаді, у провінції Ньюфаундленд і Лабрадор.

## Населення
За даними перепису 2016 року, містечко нараховувало 188 осіб, показавши зростання на 9,9%, порівняно з 2011-м роком. Середня густина населення становила 84,3 осіб/км².
З офіційних мов обидвома одночасно не володів жоден з жителів, тільки англійською — 190.
Працездатне населення становило 62,9% усього населення, рівень безробіття — 45,5% (50% серед чоловіків та 37,5% серед жінок). 86,4% осіб були найманими працівниками, а 13,6% — самозайнятими.
40% мешканців мали закінчену шкільну освіту, не мали закінченої шкільної освіти — 40%, 20% мали післяшкільну освіту.
| Статево-вікова структура населення | Статево-вікова структура населення | Статево-вікова структура населення | Статево-вікова структура населення | Статево-вікова структура населення |
| ---------------------------------- | ---------------------------------- | ---------------------------------- | ---------------------------------- | ---------------------------------- |
|                                    |                                    |                                    |                                    |                                    |
| Всього                             | Всього                             | 51,3%48,7%                         |                                    |                                    |
| 0 — 14 років                       | 0 — 14 років                       |                                    | 18,4%                              | 18,4%                              |
| 15 — 64 років                      | 15 — 64 років                      |                                    | 71,1%                              | 71,1%                              |
| 65 і більше                        | 65 і більше                        |                                    | 10,5%                              | 10,5%                              |
| Середній вік (років)               | Середній вік (років)               | 45,143,0                           | 44,1                               | 44,1                               |
| Медіана (років)                    | Медіана (років)                    | 50,849,8                           | 50,4                               | 50,4                               |
| — чоловіки — жінки                 |                                    |                                    |                                    |                                    |

| Походження мешканців:     | Походження мешканців:     | Походження мешканців: | Походження мешканців: | Походження мешканців: |
| ------------------------- | ------------------------- | --------------------- | --------------------- | --------------------- |
| Походження                |                           |                       | осіб                  | %                     |
| Корінні американці        | Корінні американці        |                       | 20                    | 9.3%                  |
| Інше північноамериканське | Інше північноамериканське |                       | 170                   | 79.07%                |
| Європейське               | Європейське               |                       | 40                    | 18.6%                 |
| британське                | британське                |                       | 40                    | 18.6%                 |

| Зайнятість населення за галузями (за класифікацією NOC): | Зайнятість населення за галузями (за класифікацією NOC): | Зайнятість населення за галузями (за класифікацією NOC): | Зайнятість населення за галузями (за класифікацією NOC): | Зайнятість населення за галузями (за класифікацією NOC): |
| -------------------------------------------------------- | -------------------------------------------------------- | -------------------------------------------------------- | -------------------------------------------------------- | -------------------------------------------------------- |
|                                                          |                                                          |                                                          |                                                          |                                                          |
| Управління                                               | Управління                                               |                                                          | 9,1%                                                     | 9,1%                                                     |
| Бізнес, фінанси та адміністрування                       | Бізнес, фінанси та адміністрування                       |                                                          | 9,1%                                                     | 9,1%                                                     |
| Охорона здоров'я                                         | Охорона здоров'я                                         |                                                          | 9,1%                                                     | 9,1%                                                     |
| Мистецтво, культура, відпочинок та спорт                 | Мистецтво, культура, відпочинок та спорт                 |                                                          | 9,1%                                                     | 9,1%                                                     |
| Роздрібна торгівля та послуги                            | Роздрібна торгівля та послуги                            |                                                          | 9,1%                                                     | 9,1%                                                     |
| Гуртова торгівля, транспорт та обладнання                | Гуртова торгівля, транспорт та обладнання                |                                                          | 40,9%                                                    | 40,9%                                                    |
| Природні ресурси, сільське господарство                  | Природні ресурси, сільське господарство                  |                                                          | 13,6%                                                    | 13,6%                                                    |
| Виробництво                                              | Виробництво                                              |                                                          | 13,6%                                                    | 13,6%                                                    |

## Клімат
Середня річна температура становить 3,6°C, середня максимальна – 19,5°C, а середня мінімальна – -12,9°C. Середня річна кількість опадів – 1 034 мм.
| Клімат поселення                              | Клімат поселення | Клімат поселення | Клімат поселення | Клімат поселення | Клімат поселення | Клімат поселення | Клімат поселення | Клімат поселення | Клімат поселення | Клімат поселення | Клімат поселення | Клімат поселення | Клімат поселення |
| Показник                                      | Січ.             | Лют.             | Бер.             | Квіт.            | Трав.            | Черв.            | Лип.             | Серп.            | Вер.             | Жовт.            | Лист.            | Груд.            |                  |
| Середній максимум, °C                         | −3,1             | −3,18            | 0,60             | 5,97             | 10,62            | 15,72            | 19,50            | 19,18            | 14,62            | 9,33             | 4,68             | −1,13            |                  |
| Середня температура, °C                       | −7,95            | −8,07            | −4,23            | 1,10             | 5,77             | 10,88            | 16,10            | 15,78            | 11,22            | 5,93             | 1,28             | −4,55            |                  |
| Середній мінімум, °C                          | −12,82           | −12,9            | −9,08            | −3,77            | 0,92             | 6,00             | 12,68            | 12,38            | 7,82             | 2,52             | −2,12            | −7,97            |                  |
| Норма опадів, мм                              | 89               | 82               | 70               | 69               | 78               | 92               | 81               | 108              | 95               | 97               | 85               | 88               |                  |
| Середньомісячна швидкість вітру, м/с          | 6.80             | 6.38             | 6.20             | 5.68             | 5.20             | 4.90             | 4.60             | 4.70             | 5.30             | 5.78             | 6.40             | 6.80             |                  |
| Середньомісячна сонячна радіація, кДж/м²·день | 3768             | 6773             | 10870            | 14396            | 17376            | 19008            | 18712            | 15679            | 11456            | 6756             | 3829             | 2786             |                  |
| --------------------------------------------- | ---------------- | ---------------- | ---------------- | ---------------- | ---------------- | ---------------- | ---------------- | ---------------- | ---------------- | ---------------- | ---------------- | ---------------- | ---------------- |
| Джерело:                                      |                  |                  |                  |                  |                  |                  |                  |                  |                  |                  |                  |                  |                  |